# Christopher Schadewaldt
Christopher Schadewaldt (ur. 15 grudnia 1984 w Werneck) – niemiecki hokeista na lodzie.

## Kariera klubowa
- ERV Schweinfurt (2000–2003)
- Hannover Scorpions (2003)
- SC Bietigheim-Bissingen (2003)
- ERV Schweinfurt (2003–2004)
- SC Bietigheim-Bissingen (2004–2005)
- Hamburg Freezers (2005)
- EHC Monachium (2005–2006)
- Moskitos Essen (2006–2008)
- Hannover Indians (2008–2009)
- Herner EV 2007 (2009–2010)
- VER Selb 2004 (2010–2017)
- EV Landshut (2017-2018)

W swojej karierze występował na lodowiskach DEL oraz niemieckiej Oberligi. Od 2010 zawodnik VER Selb 2004. W lutym 2014 przedłużył kontrakt o trzy lata. W czerwcu 2017 przeszedł do EV Landshut. W lipcu 2018 ogłosił zakończenie kariery zawodniczej.